# Leptonycteris yerbabuenae
El murciélago magueyero menor (Leptonycteris yerbabuenae) es una especie quiróptero que pertenece a la familia Phyllostomidae. Es nativo del norte de América Central y el sur de Norteamérica. Su cuerpo no excede los  9 cm,  es un importante polinizador  el cual ha adaptado su rostro elongado y estrecho que posibilita un mejor acceso a los nectarios de las flores.

## Distribución
Su área de distribución incluye Honduras, El Salvador, Guatemala, México y el sur de Estados Unidos. Su rango altitudinal oscila entre zonas bajas y 2600 m s. n. m. Es una especie migratoria.